# 世界棒球經典賽公司
世界棒球經典賽公司（英語：World Baseball Classic Inc.，縮寫：WBCI）為負責舉辦世界棒球經典賽的籌備機構，委員會成員來自美國職業棒球大聯盟與美國職業棒球大聯盟球員工會。